# Benjamin Soussan
Benjamin David Soussan (geboren 1943 in Fès, Marokko) ist ein deutscher orthodoxer Rabbiner, Gründungsmitglied der Orthodoxen Rabbinerkonferenz (ORD) und war bis 30. Juni 2012 Landesrabbiner der Israelitischen Religionsgemeinschaft Baden (IRG Baden). Sein Nachfolger wurde Moshe Flomenman.
Von 1995 bis 2005 war Soussan Landesrabbiner von Sachsen-Anhalt. Von 1990 bis 1995 und von 2005 bis Ende 2010 war er Gemeinderabbiner der Jüdischen Gemeinde Freiburg im Breisgau.

## Leben
Benjamin Soussan stammt aus einer sephardischen Familie in Marokko und lebte später in Paris. Seit den 1980er Jahren lebt er in Freiburg i. Br., wo er von 1983 bis 1987 erster Vorsitzender der Israelitischen Gemeinde Freiburg war.
In den 1990er Jahren wurde seine Ehefrau Anne zur Vorsitzenden der jüdischen Gemeinde gewählt und Benjamin Soussan wurde zum Oberrabbiner von Baden ernannt.
Beglaubigte Übersetzungen von Schreiben des Oberrabbinats Israels, die der Vorstand der jüdischen Gemeinde vorlegen kann, erkennen, wie auch die Europäische Rabbinerkonferenz, Soussan nicht als Rabbiner an.
Rabbiner Soussan hat zwei Söhne, die beide Rabbiner sind. Julien Chaim Soussan ist Rabbiner in Frankfurt.

## Auszeichnungen
- 2021: Verdienstorden des Landes Baden-Württemberg[5]